# فريدريك كاريك
فريدريك كاريك هو عالم أعصاب كندي، ولد في 26 فبراير 1952 في تورونتو في كندا.